# Tanysiptera nigriceps
 Tanysiptera nigriceps (лат.) — вид птиц семейства зимородковых, выделяют два подвида. Ранее рассматривался как подвид белохвостого райского зимородока (Tanysiptera sylvia). Эндемик нескольких островов в архипелаге Бисмарка.

## Описание
Tanysiptera nigriceps достигает длины 35—48 см (с учётом длинного хвоста) и массы от 43 до 74 г. Половой диморфизм не выражен. У взрослой особи номинативного подвида голова, затылок, кроющие перья ушей и лопатки чёрные. Мантия, надхвостье и два центральных рулевых пера белые. Крылья и наружные рулевые перья голубые. Нижняя часть тела бледно-желтовато-коричневая. Клюв ярко-красный, ноги оранжевые. Подвид T. s. leucura отличается от номинативного только полностью белыми рулевыми перьями. У молодых особей более короткие центральные рулевые перья и чёрный клюв.

## Распространение и места обитания
Tanysiptera nigriceps распространён на нескольких островах архипелага Бисмарка, расположенного к востоку от Новой Гвинеи. Обитает во влажных равнинных и горных тропических лесах, на берегах рек и озер, на высоте до 1560 м над уровнем моря. Питается беспозвоночными и мелкими позвоночными.

## Подвиды
Выделяют два подвида:
- Tanysiptera nigriceps leucura Neumann, 1915 — остров Умбой в архипелаге Бисмарка
- Tanysiptera nigriceps nigriceps Sclater, 1877 — острова Новая Британия и Дьюк-оф-Йорк в архипелаге Бисмарка